# Slap A Ham Records
Slap A Ham Records war ein 1989 in San Francisco gegründetes, US-amerikanisches Musiklabel, das sich auf Hardcore, Grindcore, Powerviolence und Thrash Metal spezialisiert hatte. 

## Geschichte
Gründer und Eigentümer war Chris Dodge, Gitarrist von No Use for a Name und Spazz. Dodge war ein Sammler von Schallplatten mit „möglichst schneller“ Musik und trug bereits einige Jahre den Wunsch in sich, selbst ein Label zu gründen. Der Labelname (auf Deutsch etwa Klatsche einen Schinken) entstand aus der Not heraus: Der mit Dodge befreundete David Hayes von Lookout! Records wusste um den bevorstehenden Start von Dodges noch namenlosem Label und bot ihm an, im Booklet einer Kompilation seines Labels Werbung für Dodge zu machen, wenn dieser ihm sofort den Namen des Labels nenne. „Slap A Ham“ war Dodges erste Idee. Auf viele Bands wurde Dodge aufmerksam, weil ihm ein befreundeter Journalist vom Maximumrocknroll-Magazin Kassetten mit Demoaufnahmen zusteckte.
Slap A Ham Records konnte schnell mit Veröffentlichungen bekannter Bands aufwarten. Neben der guten Vernetzung des Firmengründers (der mittlerweile als Redakteur beim Maximumrocknroll arbeitete) war auch die Tatsache förderlich, dass Hardcore als Musikgenre Ende der 1980er-Jahre seinen Zenit überschritten hatte und selbst namhafte Bands mitunter Probleme hatten, ihre Werke zu veröffentlichen. Das Genre Powerviolence verdankt Slap A Ham Records einige Aufbauarbeit, viele der Powerviolence-Bands der ersten Stunde veröffentlichten hier. Seit 1993 veranstaltete das Label außerdem das „Fiesta Grande“-Festival in Berkeley in der Nähe von San Francisco, auf dem primär Bands auftraten, die bei Slap A Ham unter Vertrag waren. Der Veröffentlichungsrhythmus des Labels war langsam, da keine signifikanten Finanzmittel zur Verfügung standen und neue Produktionen aus Erträgen abgeschlossener Produktionen finanziert werden mussten. Das finanziell erfolgreichste Album des Labels war 1999 Crush Kill Destroy von Spazz, von dem 5000 Einheiten gepresst wurden und das in den 2010er-Jahren von 625 Thrashcore neu aufgelegt wurde. 1994 wurde für die Veröffentlichung einer Single der Alternative-Country-Band The Old Joe Clarks das Sublabel Raging Woody Records gegründet, das danach nie wieder zum Einsatz kam. Die skurrilste Veröffentlichung von Slap A Ham war die Single Funky Ass Li'l Platter von Spazz, eine 1996 erschienene Vinyl-Single mit einem Zoll (2,54 Zentimetern) Durchmesser. Eine weitere Skurrilität ist eine Split-EP von Spazz und mit dem US-Comedian Jimmie Walker aus dem Jahr 1996: Auf der einen Seite der 7-Zoll-Schallplatte spielen Spazz acht kurze, schnelle Powerviolence-Lieder, auf der anderen singt Jimmie Walker ein Lied vom Soundtrack der Disney-Verfilmung des Dschungelbuchs von 1967. Ein Jahr später folgte eine Split-EP mit der Grindcore-Band Gob und dem singenden Fernsehmoderator Wink Martindale.
Dodge und damit auch das Label zogen im April 2001 nach Los Angeles um. 2002 wurde der Labelbetrieb aus finanziellen Gründen eingestellt. Eigentümer Dodge macht als Hauptursache für das Scheitern eine Konsumflaute nach den Terroranschlägen am 11. September 2001 verantwortlich. Das Label veröffentlichte insgesamt 58 Tonträger von 49 Bands sowie sechs Kompilationen als Werkschauen des Labels.
Chris Dodge lebt heute als bildender Künstler in Los Angeles. Er malt, spielt in einigen lokalen Bands und betreibt den Comedy-Podcast Hour of the Barbarian.

## Veröffentlichungen

### Bands
Bedingt durch die lokale Vernetzung kommt der Großteil der Bands, die auf Slap A Ham veröffentlichten, aus Kalifornien. Auffällig ist der relativ große Anteil japanischer Powerviolence-Gruppen. Folgende Bands veröffentlichten Tonträger bei Slap A Ham Records:
1. 13 (New York)
2. Anarchus (Mexiko)
3. Ancient Chinese Secret (Kalifornien)
4. Benümb (Kalifornien)
5. Burned Up Bled Dry (Arkansas)
6. Burning Witch (Washington)
7. C.F.D.L. (Japan)
8. Capitalist Casualties (Kalifornien)
9. Charred Remains (Kalifornien)
10. Conga Fury (Japan)
11. Crossed Out (Kalifornien)
12. Despise You (Kalifornien)
13. Discordance Axis (New Jersey)
14. East-West Blast Test (Kalifornien)
15. Enemy Soil (Virginia)
16. EyeHateGod (New Orleans)
17. Fu Manchu (Kalifornien)
18. Fuck on the Beach (Japan)
19. Gasp (Kalifornien)
20. Gob (Nevada)
21. Godstomper (Kalifornien)
22. Hellnation (Kentucky)
23. Iabhorer (New York)
24. Infest (Kalifornien)
25. Jimmie Walker
26. Lack of Interest (Kalifornien)
27. Man Is the Bastard (Kalifornien)
28. MDC (Texas)
29. Melt-Banana (Japan)
30. Melvins (Washington)
31. Monastery (Niederlande/Schweden)
32. Neanderthal (Kalifornien)
33. No Comment (Kalifornien)
34. No Less (Kalifornien)
35. No Use for a Name (Kalifornien)
36. Noothgrush (Kalifornien)
37. Otophobia (Georgia)
38. Phobia (Kalifornien)
39. Pink Turds in Space (Nordirland)
40. Pissed Happy Children (Kalifornien)
41. Plutocracy (Kalifornien)
42. Rupture (Australien)
43. Slave State (New York)
44. Slight Slappers (Japan)
45. Spazz (Kalifornien)
46. Stikky (Kalifornien)
47. Suppression (Virginia)
48. Wink Martindale
49. Yacøpsæ (Deutschland)

### Sampler
Folgende Sampler mit Titeln von Bands, die zuvor auf Slap A Ham Records veröffentlicht hatten, aber auch Titeln anderer Bands erschienen im Laufe der Zeit:
- 1991: Bllleeeeaaauuurrrrgghhh! - The Record
- 1992: Son of Bllleeeeaaauuurrrrgghhh
- 1997: Fiesta Comes Alive (Kompilation mit Liveaufnahmen vom „Fiesta Grande“-Festival)
- 1998: Bllleeeeaaauuurrrrgghhh! - A Music War
- 1998: Ham Slappin' Hits!
- 2001: Short, Fast + Loud! Vol. #1